# BNP Paribas Masters 2008
BNP Paribas Masters 2008 — тенісний турнір, що проходив на кортах з твердим покриттям у місті Paris, Франція з 27 жовтня . Належав до категорії Masters Series.

## Фінальна частина

### Одиночний розряд
Жо-Вілфрід Тсонга —  Давід Налбандян 6–3, 4–6, 6–4

### Парний розряд
Йонас Бйоркман /  Кевін Ульєтт —  Джефф Кутзе /  Веслі Муді 6–2, 6–2